# 172526 Carolinegarcia
172526 Carolinegarcia este o planetă minoră (asteroid), cu un diametru de 2,576 km, din centura de asteroizi. A fost descoperită pe 4 octombrie 2003 la Goodricke-Pigott Observatory⁠(d) de Vishnu Reddy⁠(d). 
Obiectul prezintă o orbită caracterizată de o semiaxă mare de 2,3503869469969 UAi, o excentricitate de 0,20482737438537, o înclinație de 6,2604407334616 ° în raport cu ecliptica.